# Victor Crivoi
 Victor Crivoi  (n. 25 mai 1982, București, România) este un jucător de tenis român.
| Legendă (Simplu)       |
| Grand Slam (0)         |
| Tennis Masters Cup (0) |
| ATP Masters Series (0) |
| ATP Tour (0)           |
| Challengers (0)        |
| Futures (0)            |

## Finalist la simplu
| Nr. | Data           | Turneu    | Suprafața | Adversar în finală | Scor     |
| 1.  | 5 aprilie 2009 | Napoli    | zgură     | Pablo Cuevas       | 3–6, 1–6 |
| 2.  | 8 august 2010  | Kitzbühel | zgură     | Andreas Seppi      | 2–6, 1–6 |